# Brienne-la-Vieille
 Brienne-la-Vieille  là một xã ở tỉnh Aube, thuộc vùng Grand Est ở phía bắc miền trung nước Pháp.